# Georgia Wilson
Pour les articles homonymes, voir Wilson.
Georgia Wilson née le 20 mai 1996 à Mahogany Creek, est une joueuse de hockey sur gazon australienne. Elle évolue au poste de milieu de terrain au Perth Thundersticks et avec l'équipe nationale australienne.
Elle a participé aux Jeux olympiques d'été de 2020.

## Carrière

### Coupe d'Océanie
- : 2017

### Jeux olympiques
- Top 8 : 2020